# Bahnhof Anjō
Der Bahnhof Anjō (jap. 安城駅, Anjō-eki) ist ein Bahnhof auf der japanischen Insel Honshū. Er wird von der Bahngesellschaft JR Central betrieben und befindet sich in der Präfektur Aichi auf dem Gebiet der Stadt Anjō.

## Verbindungen
Anjō ist ein Zwischenbahnhof und früherer Trennungsbahnhof an der Tōkaidō-Hauptlinie, einer der bedeutendsten Bahnstrecken Japans, die Kōbe mit Osaka, Nagoya und Tokio verbindet. Im Umland von Nagoya werden die Züge von der Bahngesellschaft JR Central betrieben. An Werktagen verkehren tagsüber sieben bis acht Züge je Stunde, während der Hauptverkehrszeit bis zu zehn. Es gibt vier Gattungen von Eilzügen. Allen gemeinsam ist, dass zwischen Toyohashi und Gifu die Anzahl der Halte variiert (zwischen Gifu und Maibara halten die Züge hingegen an allen Bahnhöfen). Ihre Bezeichnungen lauten „Special Rapid“ (特別快速, Tokubetsu kaisoku), „New Rapid“ (新快速, Shin kaisoku), „Rapid“ (快速, Kaisoku) und „Semi Rapid“ (区間快速, Kukan kaisoku). Hinzu kommen Lokalzüge mit Halt an allen Bahnhöfen zwischen Gifu und Toyohashi, wobei etwa die Hälfte in Okazaki wendet. Auf dem südlichen Bahnhofsvorplatz hält je eine Buslinie der Gesellschaften Ankuru Bus und Meitetsu Bus.

## Anlage
Der Bahnhof steht an der Grenze zwischen den Stadtteilen Miyukihonmachi im Süden und Shōwachō im Norden. Während sich im Norden Wohnviertel erstrecken, befindet sich auf der Südseite des Stadtzentrum von Anjō. Die Anlage ist annähernd von Westen nach Osten ausgerichtet und umfasst fünf Gleise, von denen vier dem Personenverkehr dienen. Diese liegen an einem teilweise überdachten Mittelbahnsteig und an zwei nicht überdachten Seitenbahnsteigen. Ein weiteres Gleis wird zum Abstellen und Wenden von Zügen genutzt. Eine Fußgängerbrücke stellte die Verbindung zum Empfangsgebäude an der Südseite her. Zusätzlich erstreckt sich parallel dazu eine gedeckte Fußgängerpassarelle über die gesamte Anlage hinweg.
Im Fiskaljahr 2019 nutzten durchschnittlich 11.624 Fahrgäste täglich den Bahnhof.

## Bilder

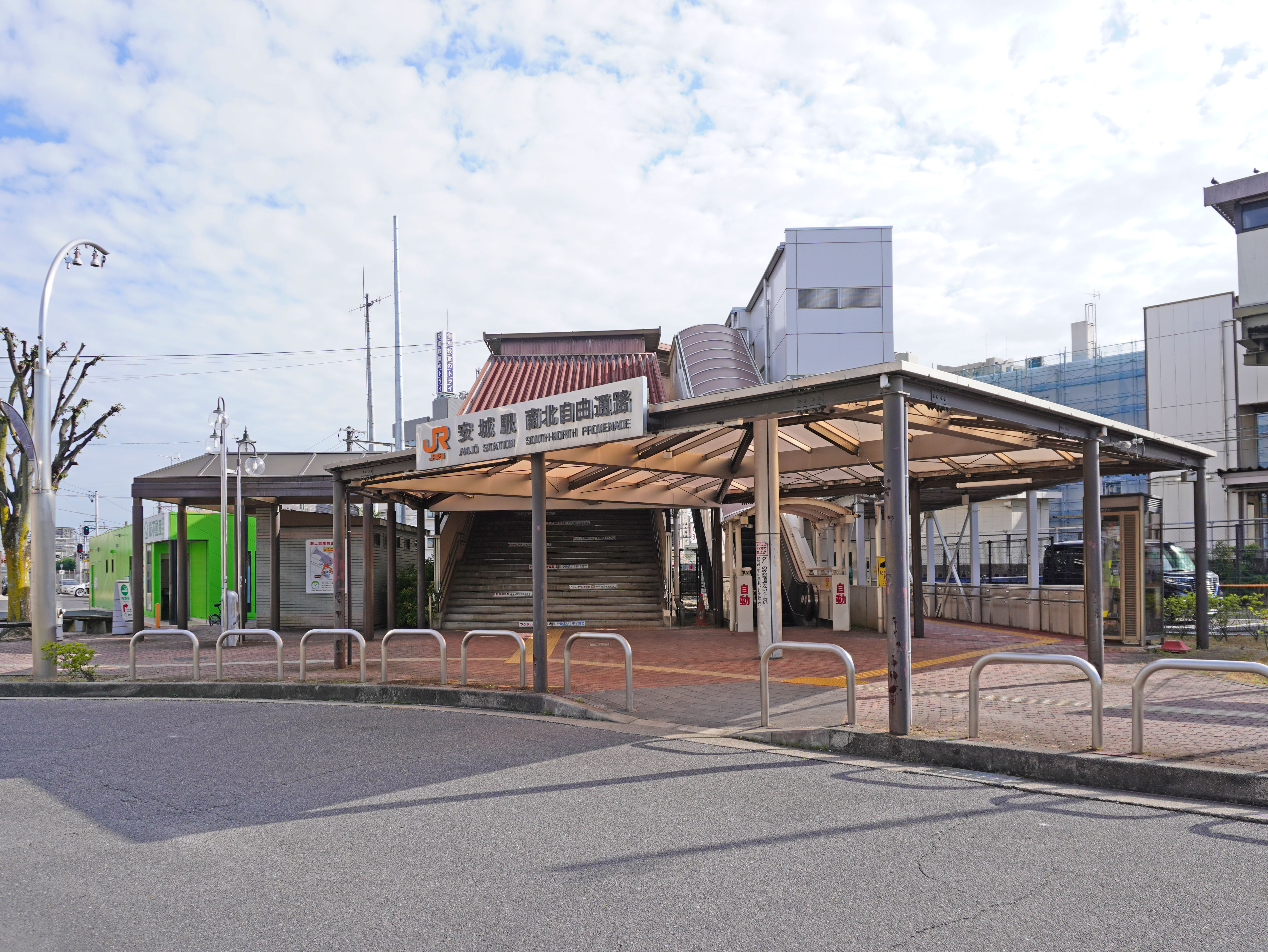
Nordeingang (Oktober 2022)
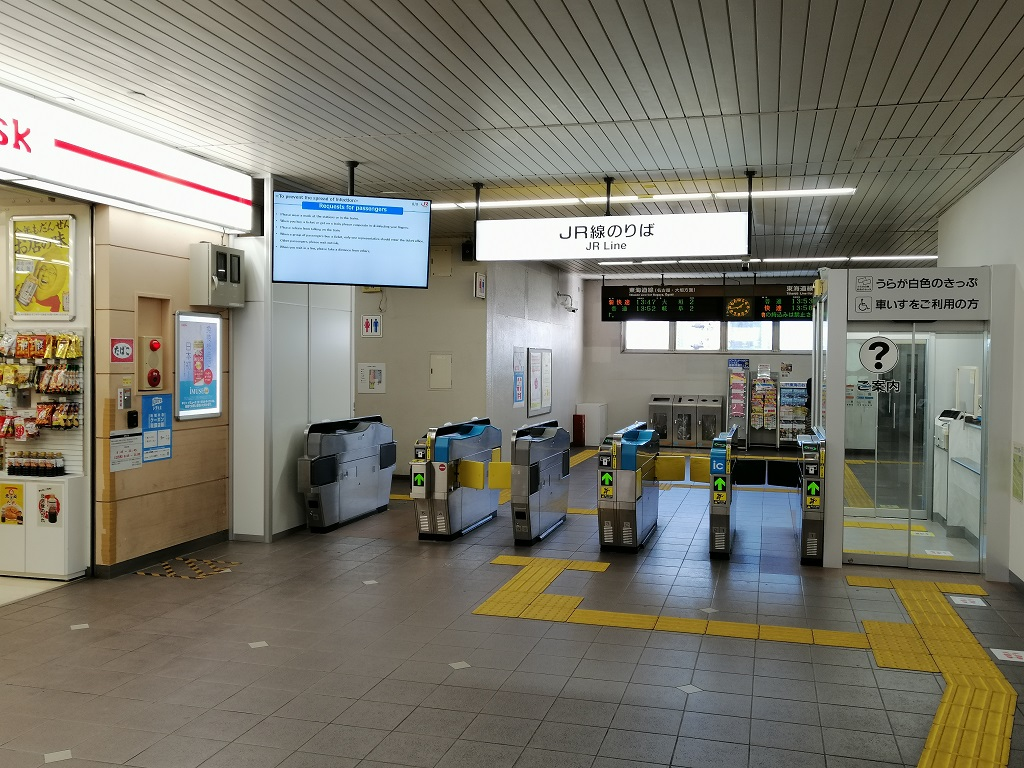
Bahnsteigsperren
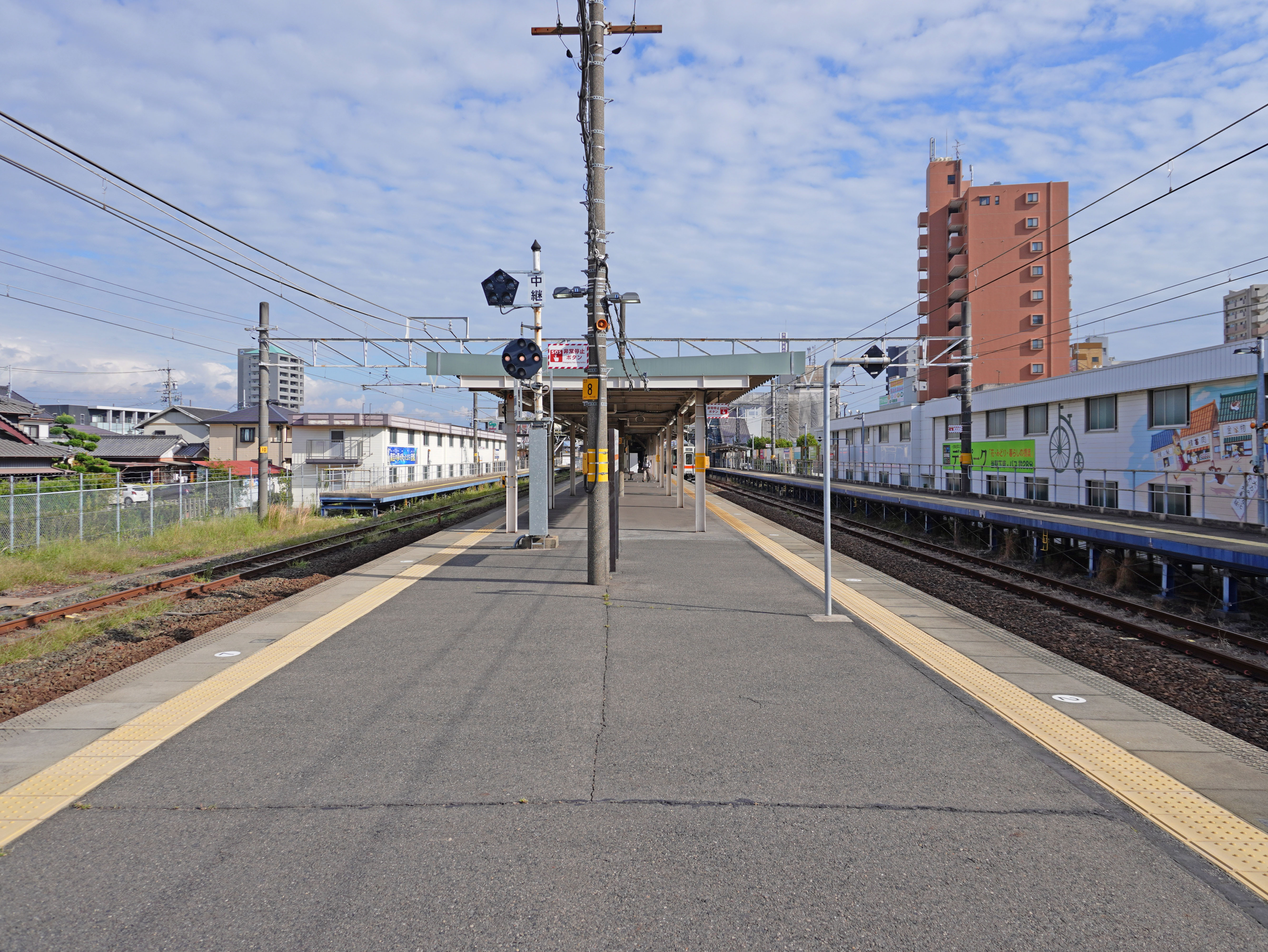
Ansicht der Bahnsteige
Gleisplan
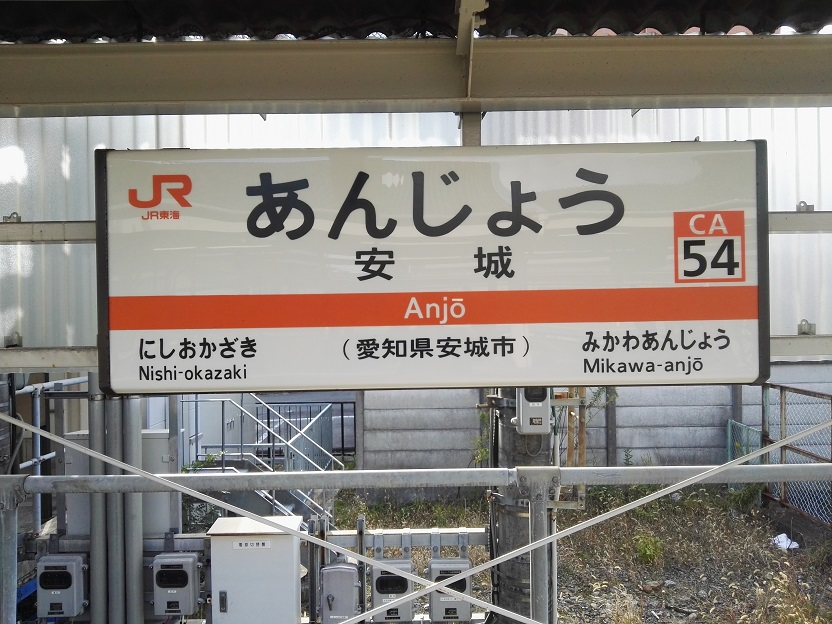
Bahnhofsschild (Dezember 2018)

## Gleise
| 1/2 | ▉ Tōkaidō-Hauptlinie | Kanayama • Nagoya • Gifu • Maibara |
| 3/4 | ▉ Tōkaidō-Hauptlinie | Okazaki • Toyohashi                |

## Linien
| Verlauf der Tōkaidō-Hauptlinie (Toyohashi–Maibara) |
| --- |
| Toyohashi • Nishi-Kozakai • Aichi-Mito • Mikawa-Ōtsuka • Mikawa-Miya • Gamagōri • Mikawa-Shiotsu • Sangane • Kōda • Aimi • Okazaki • Nishi-Okazaki • Anjō • Mikawa-Anjō • Higashi-Kariya • Noda-Shinmachi • Kariya • Aizuma • Ōbu • Kyōwa • Minami-Ōdaka • Ōdaka • Kasadera • Atsuta • Kanayama • Otōbashi • Nagoya • Biwajima • Kiyosu • Inazawa • Owari-Ichinomiya • Kisogawa • Gifu • Nishi-Gifu • Hozumi • Ōgaki • Tarui • Sekigahara • Kashiwabara • Ōmi-Nagoka • Samegai • Maibara |

## Geschichte
Als die staatliche Eisenbahnverwaltung im Jahr 1888 den Abschnitt Ōbu–Toyohashi–Hamamatsu der Tōkaidō-Hauptlinie eröffnete, betrug der Abstand zwischen den Bahnhöfen Kariya und Okazaki 15,7 km. Mehrere Dörfer im Landkreis Hazu begannen sich deshalb für den Bau eines zusätzlichen Bahnhofs dazwischen einzusetzen. In der engeren Auswahl waren vier verschiedene Standorte, wobei die Wahl schließlich auf das kleine Dorf Anjō fiel. Die Eröffnung des Bahnhofs, der ein hölzernes Empfangsgebäude an der Südseite der Bahnstrecke erhielt, erfolgte am 16. Juni 1891. Zuerst war die Gegend nur sehr dünn besiedelt und von weit verstreuten Bauernhöfen geprägt, doch rund um den Bahnhof begann eine Siedlung zu entstehen, die sich im Laufe der Zeit zum Stadtzentrum Anjōs entwickelte. Ab September 1908 stellte eine neue Fußgängerbrücke auch eine Verbindung zur Nordseite her.
Am 25. Dezember 1939 eröffnete die Hekikai Denki Ttetsudō eine 1,1 km lange Zweigstrecke von Anjō nach Minami-Anjō, die zunächst ausschließlich dem Güterverkehr diente. Ab 1944 war die Meitetsu zuständig und ab 7. März 1951 führte sie auf der Meitetsu Anjō-Zweiglinie zusätzlich Personenverkehr durch. Wegen mangelnder Nachfrage wurde die Strecke am 30. Juli 1961 stillgelegt. Die Japanische Staatsbahn stellte am 1. Oktober 1980 aus Rationalisierungsgründen den Güterumschlag ein, andererseits nahm sie am 1. August 1982 ein neues Empfangsgebäude in Betrieb. Im Rahmen der Staatsbahnprivatisierung ging der Bahnhof am 1. April 1987 in den Besitz der neuen Gesellschaft JR Central über.